# 肇慶港
肇慶港又稱肇慶港客運碼頭，位於中華人民共和國廣東省肇慶市工農南路大樓二樓，來住肇慶至香港是由肇港客運合營有限公司經營水路客運業務，肇港客運合營有限公司擁有豪華雙體高速客輪肇慶號，每日提供一個來回航班往返肇慶和香港之間，全程航行時間僅需要3小時45分，另外，肇港客運同時亦辦理肇慶港至香港及世界各地的各種商業文件、小件物品、貨板貨樣的快運業務。
然而因為客流嚴重不足，於2007年停航至今。